# 四方城城址
參數所指定的目標頁面不存在，建議更正成存在頁面或直接建立下列一個頁面（建立前請先搜尋是否有合適的存在頁面可以取代）：
- 辽孝安县故城址

四方城城址位于黑龙江省黑河市孙吴县沿江满族乡西霍尔莫津村西北两公里处。四方城遗址是辽朝军事戍守城堡的遗址。是辽朝五国部剖阿里国、明朝速温河卫少量的遗存之一。
2005年1月31日，黑龙江省人民政府公布为第五批黑龙江省文物保护单位。